# Aatxe
Aatxe (AFI: [a.atʃe], lett. "giovane toro" in basco) o Aatxegorri ("giovane toro rosso"), noto anche come Etsai, è uno spiritello della mitologia basca.

## Descrizione
Abitante delle caverne e delle miniere, appare molto spesso come un toro rosso o un toro infuocato, pur essendo un mutaforma, abilità che gli consente di assumere anche un aspetto umano. Di notte, specie se con tempo burrascoso, esce dalla cavità dove è nascosto, attaccando criminali o altre persone malvagie. Protegge anche le persone, facendole restare in casa quando c'è un pericolo vicino.
Si ritiene che l'Aatxe abiti grotte e cavità; in molte di esse (come quelle nei comuni di Isturits, Sare, Renteria) sono state rinvenute incisioni e dipinti raffiguranti tori e buoi.

## Nella cultura basca
Viene perlopiù identificato con la dea Mari, di cui sarebbe la rappresentazione vendicativa, che punisce ladri, bugiardi e blasfemi che la maledicono.Come spauracchio assolve anche la funzione di proteggere le persone facendole stare lontano da luoghi pericolosi.

## In altri media
- Degli Aatxe appaiono anche in Guild Wars 2.

- A San Francisco, California, esiste un ristorante di cultura basca di nome Aatxe.
- Nel popolare gioco per smartphone Disco zoo apparivano tra i vari personaggi gli Aatxe.
- Nel film L'ultimo unicorno l'antagonista Toro Rosso ("Red Bull" in originale) ha molte cose in comune con l'Aaxte, a partire dal nome. Infatti entrambi vivono nelle caverne da cui escono solo di notte e sono considerati degli spiriti.
- Nel webcomic "Sparrow", uno dei personaggi principali, chiamato il Corno Rosso,  ha molti tratti in comune con gli Aatxe.